# Куров (Пулавски окръг)
 Тази статия е за селото в Полша.  За общината вижте Куров (община).  
Куров или Ку̀рув (на полски: Kurów) е село в югоизточна Полша, Люблинско войводство, Пулавски окръг. Административен център е на селската Куровска община (гмина). Разположено е между градовете Пулави и Люблин, край река Куровка. По данни от 2011 г. има 2787 жители.
Между 1431 и 1442 г. селото е с ранг на град, в резултат на „Магдебурския закон“. По това време Куров е център на търговия с хранителни стоки за околните области. Градът е център на кожарството.
През 1670 г. Куров е поразен от чумна епидемия и за кратко губи статуса си на град. Селището е арена за множество битки и войни, като често преминава в територията на съседни държави. През 1870 г. окончателно губи статута си на град след „Януарските бунтове“. От 1918 е включен в територията на днешна Полша.

## Личности
- Войчех Ярузелски – полски военен и политик.

## Основна информация
- Уики за Куров[неработеща препратка]